# Cinna (geslacht)
Cinna is een geslacht uit de grassenfamilie (Poaceae). De soorten komen voor in de gematigde streken van Eurazië, Noord- en Zuid-Amerika. De botanische naam is afgeleid van het Griekse 'kina' (κινα), dat 'gras' betekent.

## Soorten
Van het geslacht zijn de volgende soorten bekend: 
- Cinna arundinacea
- Cinna bolanderi
- Cinna latifolia
- Cinna poiformis